# مدمرة بانثر
المدمرة بانثر مدمرة يونانية أشترتها اليونان من بريطانيا عام 1912 مع 3 مدمرات أخرى ات من نفس النوع بمبلغ 148,000£ للواحدة، خدمت المدمرة إيراكس في سلاح البحرية اليونانية من 1912 إلى 1946 شاركت خلال سنوات خدمتها في حروب البلقان الأولى والثانية والحرب العالمية الأولى والثانية.